# 新赫里霍里夫卡
新赫里霍里夫卡（烏克蘭語：Новогригорівка），是烏克蘭東部頓涅茨克州克拉马托尔斯克区德鲁日基夫卡市镇内的市級鎮。距離頓涅茨克71公里，處於卡曾內托雷茨河畔，海拔高度94米，2013年人口391。